# Jesus i Gethsemane
Jesus i Gethsemane is een compositie van Hjalmar Borgstrøm.
Het is het tweede in een serie van vier opeenvolgende symfonisch gedichten die begonnen werd met Hamlet. Jesus in Gethsamane behandelt het verblijf van Jezus van Nazareth in het hof Getsemane aan de voet van de Olijfberg. De Noorse componist schreef er zelf een toelichting bij. Hij had daarbij de motiefjes uitgeschreven met tekst. Hij haalde voor dit werk inspiratie uit diverse Bijbelboeken: Mattheus, Marcus, Lucas en Johannes.
Het werk ging in première op 12 november 1904 in Christiania, Iver Holter leidde het Musikforeningen. Het werk kwam nog een aantal keren terug in uitvoeringen onder leiding van Borgstrømm zelf en van Georg Schnéevoigt.
Alhoewel het werk diverse keren is vastgelegd door de Norsk Rikskringkasting en haar orkest, haalde het uiteindelijk pas in 2010 de eerste commerciële uitgave op compact disc. Terje Boye Hansen leidde toen het Symfonieorkest van de Norrlandse opera.  